# (246164) Zdvyzhensk
(246164) Zdvyzhensk est un astéroïde de la ceinture principale.

## Description
(246164) Zdvyzhensk est un astéroïde de la ceinture principale. Il fut découvert le 22 août 2007 à Androuchivka par l'observatoire astronomique d'Androuchivka. Il présente une orbite caractérisée par un demi-grand axe de 2,39 UA, une excentricité de 0,08 et une inclinaison de 5,7° par rapport à l'écliptique.

## Compléments